# بوبي مردوخ (لاعب كرة قدم)
بوبي مردوخ (بالإنجليزية: Bobby Murdoch)‏ هو لاعب كرة قدم ومدرب كرة قدم بريطاني في مركز الوسط، ولد في 17 أغسطس 1944 في روثرجلين ‏ في المملكة المتحدة، وتوفي في 15 مايو 2001 في غلاسكو في المملكة المتحدة بسبب سكتة دماغية. شارك مع منتخب اسكتلندا لكرة القدم. أما مع النوادي، فقد لعب مع نادي سلتيك ونادي ميدلزبره.

## وصلات خارجية
- بوبي مردوخ (لاعب كرة قدم) على موقع الاتحاد الأوربي (الإنجليزية)
- بوبي مردوخ (لاعب كرة قدم) على موقع الاتحاد الأوربي (الإنجليزية)
- بوبي مردوخ (لاعب كرة قدم) على موقع الاتحاد الإسكتلندي (الإنجليزية)
- بوبي مردوخ (لاعب كرة قدم) على موقع قاعدة بيانات كرة القدم.إي يو (الإنجليزية)
- بوبي مردوخ (لاعب كرة قدم) على موقع ناشيونال فوتبول تيمز (الإنجليزية)
- بوبي مردوخ (لاعب كرة قدم) على موقع Soccerbase.com (مدرب) (الإنجليزية)
- بوبي مردوخ (لاعب كرة قدم) على موقع عالم كرة القدم.نت (الإنجليزية)